# 1.ª Regional Ordinaria Castellana
La Primera Regional Castellana, era la segunda categoría del fútbol castellano, tras la introducción de la Categoría Preferente desde 1973, desplazando esta a la Primera regional, como la categoría que daba acceso a subir a Tercera División.
En dicha categoría participaban equipos de las provincias de Madrid, Toledo, Guadalajara, Cuenca, Ciudad Real y las de Ávila, Segovia.
Al llegar a 1987, la Federación Castellana, se disolvió, tras la creación de la Federación de fútbol de Madrid, y los equipo s de la Comunidad de Madrid se quedaron en esta Federación, para pasar a integrarse en la Federación de Castilla y León, los equipos de las provincias de Ávila y Segovia y a la Federación de Castilla-La Mancha, las provincias de Toledo, Guadalajara, Cuenca, Ciudad Real.

## Primera Regional Castellana (1940-1973)
La Federación Castellana de Fútbol recoge el testigo de la antigua Federación Regional Centro desde al año 1932, para organizar las competiciones regionales de los clubes adscritos a dicha Federación.
Desde los comienzos de la Asociación Madrileña de Clubs de Foot-Ball (AMCF), y después con la Federación Regional Centro desde 1913 hasta 1932, para continuar con la Federación Castellana de Fútbol. 
Desde 1932 hasta 1941, se organizaba el Campeonato Regional Centro, y la Copa Federación Centro. Asimismo se encargaba de organizar las diferentes competiciones Regionales.
Cuando se dejó de organizar el Campeonato Regional Centro en que participaban clubes de categoría nacional, coincidiendo con el final de la Guerra civil española y viendo que no tenía sentido esta competición regional, con la llegada de la Competición nacional desde 1928 Liga española de fútbol, desde el año 1941 en adelante la primera competición regional se denominaría 1.ª categoría Regional hasta 1973, en que se crea la Primera Regional Preferente Castellana, con un grupo único hasta 1983 y con dos grupos después de esa fecha. 
La 1.ª Categoría regional se mantuvo después de 1973 durante el tiempo hasta nuestros días, pero al crearse en 1973 la categoría de Preferente, la 1.ª Regional pasó a ser la segunda categoría en importancia.
La primera regional se dividía en dos grupos, y al final se jugaba eliminatoria entre los dos campeones o bien se realizaba una segunda fase con los primeros de cada grupo para proclamar al campeón de la categoría.
Asimismo, el campeón de la categoría y/o los primeros clasificados, disputaban el ascenso a 3.ª División y los peores clasificados disputaban el no perder la categoría.

### Ediciones
| Edición | Temporada | Campeón Grupo 1 o Grupo único | Campeón Grupo 2      | Campeón (Ascenso a 3.ª División) |
| ------- | --------- | ----------------------------- | -------------------- | -------------------------------- |
| I       | 1940-41   | A. D. Ferroviaria             | -                    | A. D. Ferroviaria                |
| II      | 1941-42   | R. S. D. Alcalá               | Imperio C. F.        | Imperio C. F.                    |
| III     | 1942-43   | C. D. Toledo                  | C.D. Mediodía        | R. S. D. Alcalá                  |
| IV      | 1943-44   | C. D. Mediodía                | -                    | C. D. Mediodía                   |
| V       | 1944-45   | R. S. D. Alcalá               | -                    | R. S. D. Alcalá                  |
| VI      | 1945-46   | C. D. Fuyma                   | -                    | C. D. Fuyma                      |
| VII     | 1946-47   | A. R. Chamberí                | -                    | A.R. Chamberí                    |
| VIII    | 1947-98   | C. D. Electrodo               | -                    | C. D. Electrodo                  |
| IX      | 1948-49   | R. S. D. Alcalá               | C. D. Guadalajara    | R. S. D. Alcalá                  |
| X       | 1949-50   | C. D. Electrodo               | C. D. Cuatro Caminos | C. D. Leganés                    |
| XI      | 1950-51   | U. D. San Lorenzo             | -                    | U. D. San Lorenzo                |
| XII     | 1951-52   | U. D. Girod                   | R. S. D. Alcalá      | U. D. Girod                      |
| XIII    | 1952-53   | C. D. Marconi                 | Real Aranjuez        | C. D. Marconi                    |
| XIV     | 1953-54   | C. D. Leganés                 | -                    | C. D. Leganés                    |
| XV      | 1954-55   | C. D. Parque Móvil            | R. C. D. Carabanchel | C. D. Parque Móvil               |
| XVI     | 1955-56   | C. D. Agromán                 | C. D. Femsa          | C. D. Agromán                    |
| XVII    | 1956-57   | C. D. Manufacturas Metálicas  | -                    | C. D. Manufacturas Metálicas     |
| XVIII   | 1957-58   | Madrileño C. F.               | -                    | Madrileño C. F.                  |
| XIX     | 1958-59   | U. D. San Lorenzo             | -                    | U. D. San Lorenzo                |
| XX      | 1959-60   | R. S. D. Alcalá               | -                    | R. S. D. Alcalá                  |
| XXI     | 1960-61   | R. C. D. Carabanchel          | -                    | R. C. D. Carabanchel             |
| XXII    | 1961-62   | Gimnástica Segoviana C. F.    | -                    | Gimnástica Segoviana C. F.       |
| XXIII   | 1962-63   | C. D. Toledo                  | -                    | C. D. Toledo                     |
| XXIV    | 1963-64   | C. D. Colonia Moscardó        | -                    | C. D. Colonia Moscardó           |
| XXV     | 1964-65   | Real Aranjuez                 | -                    | Real Aranjuez                    |
| XXVI    | 1965-66   | C. D. Quintanar               | -                    | C. D. Quintanar                  |
| XXVII   | 1966-67   | C. D. Pegaso                  | -                    | C. D. Pegaso                     |
| XXVIII  | 1967-68   | C. D. Fuencarral              | -                    | C. D. Fuencarral                 |
| XXIX    | 1968-69   | C. D. Toledo                  | -                    | C. D. Toledo                     |
| XXX     | 1969-70   | Club Getafe Deportivo         | -                    | Club Getafe Deportivo            |
| XXXI    | 1970-71   | S. R. Boetticher              | -                    | S. R. Boetticher                 |
| XXXII   | 1971-72   | A. D. Torrejón                | -                    | A. D. Torrejón                   |
| XXXIII  | 1972-73   | R. C. D. Carabanchel          | -                    | R. C. D. Carabanchel             |

## Primera Regional Castellana  (1973-1987)
En la temporada 1973-74 la Primera Regional fue sustituida por la Primera Regional Preferente Castellana, como primera categoría, pasando a ser la que daba lugar al ascenso a Tercera División, y la primera regional se convirtió en la siguiente en el escalafón.
De la 1973-74 a la 1976-77 había un grupo único y desde la temporada 1977-78 hasta la 1981-82 se dividió en dos grupos, y desde 1982-83 hasta 1986-87 en cuatro grupos.
La competición la organizaba la Federación Castellana de Fútbol.

### Ediciones[1]
| Edición | Temporada | Campeón Grupo 1                | Campeón Grupo 2    | Campeón Grupo 3     | Campeón Grupo 4        |
| ------- | --------- | ------------------------------ | ------------------ | ------------------- | ---------------------- |
| I       | 1973-74   | C. D. Toledo                   | -                  | -                   | -                      |
| II      | 1974-75   | C. D. Leganés                  | -                  | -                   | -                      |
| III     | 1975-76   | U. B. Conquense                | -                  | -                   | -                      |
| IV      | 1976-77   | A. D. Uralita                  | -                  | -                   | -                      |
| V       | 1977-78   | A. D. Parla                    | Real Aranjuez      | -                   | -                      |
| VI      | 1978-79   | Atlético Pinto                 | A. D. Urbis        | -                   | -                      |
| VII     | 1979-80   | Real Ávila C. F.               | S. R. Boetticher   | -                   | -                      |
| VIII    | 1980-81   | Vallecas C. F.                 | A. D. Tarancón     | -                   | -                      |
| IX      | 1981-82   | A. D. Colmenar Viejo           | C. F. Fuenlabrada  | -                   | -                      |
| X       | 1982-83   | C. D. Fuensalida               | C. D. Azuqueca     | Aravaca C. F.       | Tomelloso C. F.        |
| XI      | 1983-84   | U. D. Pozuelo                  | C. D. Coslada      | C. D. Puerta Bonita | C. D. Sonseca          |
| XII     | 1984-85   | U. D. Cañaveral                | A. D. Simancas     | Getafe C. F.        | Villacañas C. F.       |
| XIII    | 1985-86   | Club Arévalo e Hijos Deportivo | C. D. Osiris       | C. D. Fortuna       | Sporting Quintanar     |
| XIV     | 1986-87   | A. D. Colonia Velázquez        | C. F. Palas Record | Getafe C. F. "B"    | C. U. Collado Villalba |